# قلعه‌چه (خانمیرزا)
قلعه‌چه، روستایی در دهستان جوانمردی بخش مرکزی شهرستان خانمیرزا در استان چهارمحال و بختیاری ایران است.
علت نامگذاری این روستا به این نام، چاهی بوده که زیر برج قلعه قرار داشته‌است.
این روستا تا دهه چهل خورشیدی با داشتن برج، نقش مهمی در برابر حملات یاغیان داشت.
پس از انقلاب سفید و ایجاد امنیت در کشور به تدریج این برج ها تخریب و از اهمیت آن ها کاسته شد و در پایان دهه هفتاد خورشیدی،تقریبأ به صورت کامل تخریب شدند.نام خانوادگی عمده در این روستا، آقائی قلعه چه می باشد.همچنین چند خانوار صیدالی قلعه چه و شاهمرادی باشندگان این روستا می باشند.

## جمعیت
بر پایه سرشماری عمومی نفوس و مسکن در سال ۱۳۹۵، جمعیت این روستا برابر با ۴۱۱ نفر (۱۱۲ خانوار) بوده‌است.